# Osmia cornifrons
Osmia cornifrons (лат.) — вид пчёл из подсемейства Megachilinae, обитающих в Средней Азии. Этот вид пчел известен своими роговидными расширениями, берущими свое начало с нижней части лица. Популяции O. cornifrons были зарегистрированы во многих местах, включая Японию, Корею, Китай и Россию. O. cornifrons более послушный вид по сравнению с другими видами пчёл и менее агрессивный.

## История
O. cornifrons впервые был использован в Японии в 1940-х годах и использовался для опыления посевов. В течение 50 лет использование O. cornifrons постепенно увеличивалось в масштабах, пока более половины яблоневых садов в Японии не стали использовать этот вид. В 1977 году O. cornifrons был ввезён в северо-восточную часть Соединенных Штатов в попытке повысить продуктивность опыления плодовых культур. Этот вид впоследствии регулярно ввозился в страну в течение следующих лет.
Этот вид пчелы использовался благодаря способности к эффективному и быстрому опылению цветов. Одна пчела может посещать до 2500 цветов в день и тратить по 4–8 минут на цветок. Osmia cornifrons сохраняет постоянство в выборе цветов для опыления, что означает, что пчела вернется к тому же виду растений. И самцы, и самки создадут гнездо+ в пределах 130 метров от поля урожая. Однако, отмечалось, что в некоторых случаях расположение улья превышает это расстояние, некоторые из них находятся в 700 метрах. Это дневной вид, который наиболее активен с 6 утра до 8 вечера, в зависимости от местоположения солнца.  Они будут избегать поисков пищи во время дождей, так как они плохо приспособлены для полетов в такую погоду. О. cornifrons более приспособлен к влажной среде и оптимально работает в регионах с постоянной влажностью, однако способен работать и в более прохладных условиях. Эта способность существовать в широком диапазоне температур окружающей среды делает их очень ценными пчелами для опыления сельскохозяйственных культур, а также делает их более эффективными опылителями, чем медоносные пчелы.

## Развитие и биологические характеристики
O. cornifrons имеют относительно короткий период взрослой жизни и проводят большую часть своего времени в процессе развития. Жизненные циклы можно разбить на шесть различных этапов, в том числе: весенняя инкубация, предварительное гнездование, гнездование, развитие, предварительное зимование и зимовка. Время появления самцов и самок зависит от погодных условий в период весенней инкубации и зимовки. Во время зимовки пчелы заключены в коконы, чтобы уменьшить воздействие холодных температур.  Время появления зависит от температуры, и скорость, с которой наступает потепление, может приближать или отдалять дату появления первых пчёл.  Длительные зимние периоды увеличивают риск смертности популяции из-за длительного потребления накопленного жира в организме. Самцы появляются из своих гнезд около апреля, незадолго до цветения яблоневых садов. Самки появляются из своих гнезд спустя 2-3 дня.  Периоды появления постоянно близки к цветению сельскохозяйственных культур.  Раннее появление повышает риск неадекватного накопления ресурсов и опыления цветов. Самец будет ждать снаружи гнезда самки и пытаться ухаживать за самкой, поднимая ее спину и протирая свои антенны о ее живот. Это ухаживание может длиться несколько часов, прежде чем самка позволит самцу спариваться с ней. После завершения спаривания и самцы, и самки уйдут и отправятся в ближайший полевой участок, где они оба будут опылителями, что согласуется с поведением перед гнездованием.  Пчелы-самцы будут служить опылителями в течение нескольких недель и в конечном итоге погибнут. Самки покидают свои гнезда на несколько дней до завершения развития яичников и либо возвращаются в гнездо, из которого они вышли, либо создают новое гнездо, в котором можно откладывать яйца. Нестабильные погодные условия и экология могут изменить предродовую активность, что негативно скажется на сроках развития яичников.  Самка будет собирать пыльцу с близлежащего урожая, приносить ее в гнездо, а затем скатывать пыльцу в шарик. Яйца помещаются сверху пыльцевого шарика и обычно составляют 1/10 длины женского тела..  Самки могут откладывать до 30 яиц в течение своей жизни. Предполагается, что самки способны контролировать пол своего потомства с помощью определения пола гаплодиплоид. Мужское потомство гаплоидное, а женское потомство диплоидное. Самкам пчел предоставляется больше пыльцы в период развития личинок, что связано с тем, что самки имеют больший размер по сравнению с самцами. Гнезда, находящиеся в бедственном положении, будут преимущественно иметь мужское потомство. Женское потомство дороже и требует постоянных ресурсов для правильного развития.  Несмотря на то, что у самок увеличиваются энергетические затраты, они более эффективны в сборе ресурсов и опылении сельскохозяйственных культур по сравнению с самцами.  Развитие личинок зависит от температуры. Адекватное развитие происходит между 12 °C и 18 °C, но было отмечено, что оно может продолжаться и при 25 °C. Развитие либо значительно уменьшится, либо остановится за пределами этого температурного диапазона. O. cornifrons рискуют смертью при воздействии температуры ниже 10 °F.

## Гнездование
Osmia cornifrons использует бамбук, тростник и готовые отверстия в деревьях в качестве мест гнездования. Чтобы определить размер убежища, пчела заползёт внутрь и доберётся до конца потенциального нового гнезда. Пчелы будут выполнять определенные физические движения, включая переворачивание и перемещение влево и вправо, чтобы тщательно осмотреть место. Если самки находят ранее использовавшееся гнездо, они удаляют все оставшиеся следы предыдущих владельцев. В гнезде самки будут создавать индивидуальные соты, в которые они откладывают по одному яйцу. После того, как яйцо будет помещено в соту, пчела закрывает её грязью.

## Паразиты
Популяции Osmia cornifrons противодействуют различным видам вредителей (клещам), включая, но не ограничиваясь ими, Chaetodactylus nipponicus, Chaetodactylus hirashimai и Chaetodactylus krombeini.  Отмечено, что C. krombeini интенсивно заражает популяции O. cornifrons и оказывает наибольшее негативное влияние на общую продуктивность и продолжительность жизни пчел. C. krombeini, обитающие в гнезде, будут потреблять пыльцу, которую добывает самка O. cornifrons для ее личинок. Снижение содержания пыльцы достаточно велико, чтобы личинки имели повышенный риск смертности или недостаточного развития. Слабое развитие личинок, особенно самок, было напрямую связано со снижением способности опыления и продуктивности популяций O. cornifrons, зараженных клещами.